# Droga wojewódzka nr 420
Droga wojewódzka nr 420 (DW420) – droga wojewódzka o długości 15 km, leżąca na obszarze województwa opolskiego. Trasa ta łączy Kietrz z  granicą państwa. Droga leży na terenie  powiatu głubczyckiego. 

## Miejscowości leżące przy trasie DW420
- Kietrz (DW416)
- Dzierżysław
- Pilszcz
- granica państwa